# Mickaël Hanany
Mickaël Hanany (ur. 23 marca 1983 w Vitry-sur-Seine) – francuski lekkoatleta specjalizujący się w skoku wzwyż.
Na początku kariery był siódmy podczas juniorskich mistrzostw świata w 2000, zdobył brązowy medal mistrzostw Europy juniorów w 2001 oraz nie awansował do finału mistrzostw świata juniorów w 2002. Podczas młodzieżowych mistrzostw Europy U-23 był siódmy w 2003 oraz ósmy w 2005. Na dziewiątym miejscu uplasował się podczas igrzysk państw basenu Morza Śródziemnego (2005). Nie udało mu się wywalczyć awansu do finału mistrzostw świata w Helsinkach (2005), mistrzostw Europy w Göteborgu (2006) oraz igrzysk olimpijskich w Pekinie (2008). Piąty zawodnik mistrzostw świata w 2009. Brązowy medalista mistrzostw Europy z Helsinek (2012). Zajął 14. miejsce w finałowym konkursie skoku wzwyż podczas igrzysk olimpijskich w Londynie (2012). Siódmy zawodnik halowych mistrzostw Starego Kontynentu z 2013.
Medalista mistrzostw Francji (w hali i na stadionie) i mistrzostw National Collegiate Athletic Association oraz reprezentant kraju w meczach międzypaństwowych i pucharze Europy. 
Rekordy życiowe: stadion – 2,34 (22 marca 2014, El Paso) – rekord Francji; hala – 2,28 (12 lutego 2010, Eaubonne, 27 lutego 2010, Paryż i 1 marca 2013, Göteborg). 

## Osiągnięcia
| Rok  | Impreza                                 | Miejsce    | Pozycja           | Wynik |
| ---- | --------------------------------------- | ---------- | ----------------- | ----- |
| 2000 | Mistrzostwa świata juniorów             | Santiago   | 7. miejsce        | 2,10  |
| 2001 | Mistrzostwa Europy juniorów             | Grosseto   | 3. miejsce        | 2,19  |
| 2002 | Mistrzostwa świata juniorów             | Kingston   | el. – 10. miejsce | 2,15  |
| 2003 | Młodzieżowe mistrzostwa Europy          | Bydgoszcz  | 7. miejsce        | 2,21  |
| 2005 | Superliga pucharu Europy                | Florencja  | 4. miejsce        | 2,27  |
| 2005 | Igrzyska śródziemnomorskie              | Almería    | 9. miejsce        | 2,14  |
| 2005 | Mistrzostwa świata                      | Helsinki   | el. –             | 2,24  |
| 2006 | Superliga pucharu Europy                | Malaga     | 9. miejsce        | 2,20  |
| 2006 | Mistrzostwa Europy                      | Göteborg   | el. – 21. miejsce | 2,19  |
| 2007 | Superliga pucharu Europy                | Monachium  | 4. miejsce        | 2,24  |
| 2008 | Igrzyska olimpijskie                    | Pekin      | el. – 14. miejsce | 2,25  |
| 2009 | Mistrzostwa świata                      | Berlin     | 5. miejsce        | 2,23  |
| 2012 | Mistrzostwa Europy                      | Helsinki   | 3. miejsce        | 2,28  |
| 2012 | Igrzyska olimpijskie                    | Londyn     | 14. miejsce       | 2,20  |
| 2013 | Halowe mistrzostwa Europy               | Göteborg   | 7. miejsce        | 2,23  |
| 2013 | Superliga drużynowych mistrzostw Europy | Gateshead  | 2. miejsce        | 2,28  |
| 2013 | Mistrzostwa świata                      | Moskwa     | el. – 14. miejsce | 2,26  |
| 2013 | Igrzyska frankofońskie                  | Nicea      | 2. miejsce        | 2,30  |
| 2014 | Mistrzostwa Europy                      | Zurych     | el. – 19. miejsce | 2,19  |
| 2015 | Superliga drużynowych mistrzostw Europy | Czeboksary | 5. miejsce        | 2,22  |
| 2017 | Superliga drużynowych mistrzostw Europy | Lille      | 1. miejsce        | 2,26  |